# Jadwiga Ostrowska-Czubenko
Jadwiga Barbara Ostrowska-Czubenko (ur. 18 stycznia 1949 roku w Kołobrzegu) – polska chemik, zajmująca się chemią fizyczną.

## Życiorys
Ukończyła II Liceum Ogólnokształcące w Toruniu w 1967 roku. Studia w zakresie chemii ukończyła w roku 1972 na Uniwersytecie Mikołaja Kopernika w Toruniu. Pracę doktorską zatytułowaną Asocjacja grup funkcyjnych w polikwasach karboksylowym i sulfonowym w stanie bezwodnym i żelach o małym uwodnieniu obroniła osiem lat później. Habilitację uzyskała za rozprawę pt. Wiązanie jonów metali w roztworach prostych modeli polimerów bakteryjnych w roku 2002. Jest profesorem UMK i pracownicą Katedry Chemii Fizycznej i Fizykochemii Polimerów Wydziału Chemii UMK.
Od 1985 roku jest członkinią PTCh, a od 1986 Europejskiego Towarzystwa Membranowego. Jej specjalnością są chemia fizyczna i fizykochemia polimerów.

## Odznaczenia
- Nagroda Ministerstwa Nauki i Szkolnictwa Wyższego (1985)
- Nagroda Sekretariatu Naukowego PAN (1980, 1989)

## Wybrane publikacje
- Synteza i charakterystyka membran hydrożelowych na bazie chitozanu i alginianu sodu, Polimery 52(7-8) (2007) 517-523 (7)
- Pęcznienie usieciowanych jonowo membran hydrożelowych na bazie chitozanu, Modyfikacja Polimerów. Stan i perspektywy w roku 2009, Oficyna Wydawnicza Politechniki Wrocławskiej, Wrocław, 2009 (red. Ryszard Steller, Danuta Żuchowska), s. 445-448
- Effect of ionic crosslinking on the water state in hydrogel chitosan membranes, Carbohydrate Polymers 77, (2009), s. 590-598
- Competitive sorption of Cu(II), Zn(II) and Cd(II) metal ions onto sodium tripolyphosphate modified chitosan membranes, Proceeding of XXV* International Symposium on Physico-Chemical Methods of Separation „Ars Separatoria", Wydawnictwo Naukowe Uniwersytetu Mikołaja Kopernika, Toruń, 2010, (red. S. Koter, I. Koter), s. 124-129